# Lac Surprise (Alaska)
Pour les articles homonymes, voir Lac Surprise.
Le lac Surprise  d'un diamètre de 9.5 km est situé dans la caldeira du mont Aniakchak, Aniakchak National Monument and Preserve dans la chaîne aléoutienne. Il est la source de la rivière Aniakchak.
Le lac est classé National Natural Landmark depuis 1967.
C'est une découverte relativement récente datant de 1922 et dont la dernière éruption date de 1931 ce qui a modifié la caldeira à la suite de l'explosion et l'a fortement chargée en débris et en cendres, sa formation daterait de seulement moins de 4 millénaires (vers 1645 BC).
Cette caldeira dispose de son propre microclimat caractérisé par une température constamment humide et des vents violents. Malgré cela, il offre des opportunités pour l'exploration et la randonnée à travers des paysages volcaniques.
Le lac s'épanche dans la rivière par une entaille de près de 500 mètres dans la caldeira, le Gates, via une légère cascade de classe IV en eau vive. Le lac est considéré comme une zone de frai pour 5 espèce de saumons dont le saumon rouge dit sockeye et l'omble chevalier ou la Dolly Varden (omble). Le lac est également accessible par hydravion car assez isolé.